# Milonice (district de Vyškov)
Pour les articles homonymes, voir Milonice.
Milonice (en allemand : Pflaumendörfl, également Millonitz) est une commune du district de Vyškov, dans la région de Moravie-du-Sud, en République tchèque. Sa population s'élevait à 350 habitants en 2020.

## Géographie
Milonice se trouve à 6 km à l'est-nord-est de Bučovice, à 15 km au sud-est de Vyškov, à 35 km à l'est de Brno et à 216 km au sud-est de Prague.
La commune est limitée par Kozlany et Hvězdlice au nord, par Uhřice à l'est, par Nesovice et Nevojice au sud et par Kojátky à l'ouest.

## Histoire
La première mention écrite du village date de 1349.